# فوزي جاكماق
مصطفى فوزي جاكماق (بالتركية: Mustafa Fevzi Çakmak)‏. ولد في 12 يناير عام 1876 وتوفي في 10 إبريل عام 1950. رئيس هيئة الأركان العامة للقوات المسلحة التركية من 3 مارس 1924 حتى تقاعده في 12 يناير 1944. كان من أهم القادة الذين شاركوا في حرب الاستقلال التركية مع مصطفى كمال أتاتورك.

## روابط خارجية
- فوزي جاكماق على موقع الموسوعة البريطانية (الإنجليزية)
- فوزي جاكماق على موقع مونزينجر (الألمانية)